# Miopica paradoxa
Miopica paradoxa — викопний вид горобцеподібних птахів родини воронових (Corvidae), що існував у пізньому міоцені (7,2-5,3 млн років тому) в Європі. Описаний з двох кісток кінцівок, що знайдені у селах Білка та Нова Еметівка Одеської області на півдні України.